# Kapelle Borkow

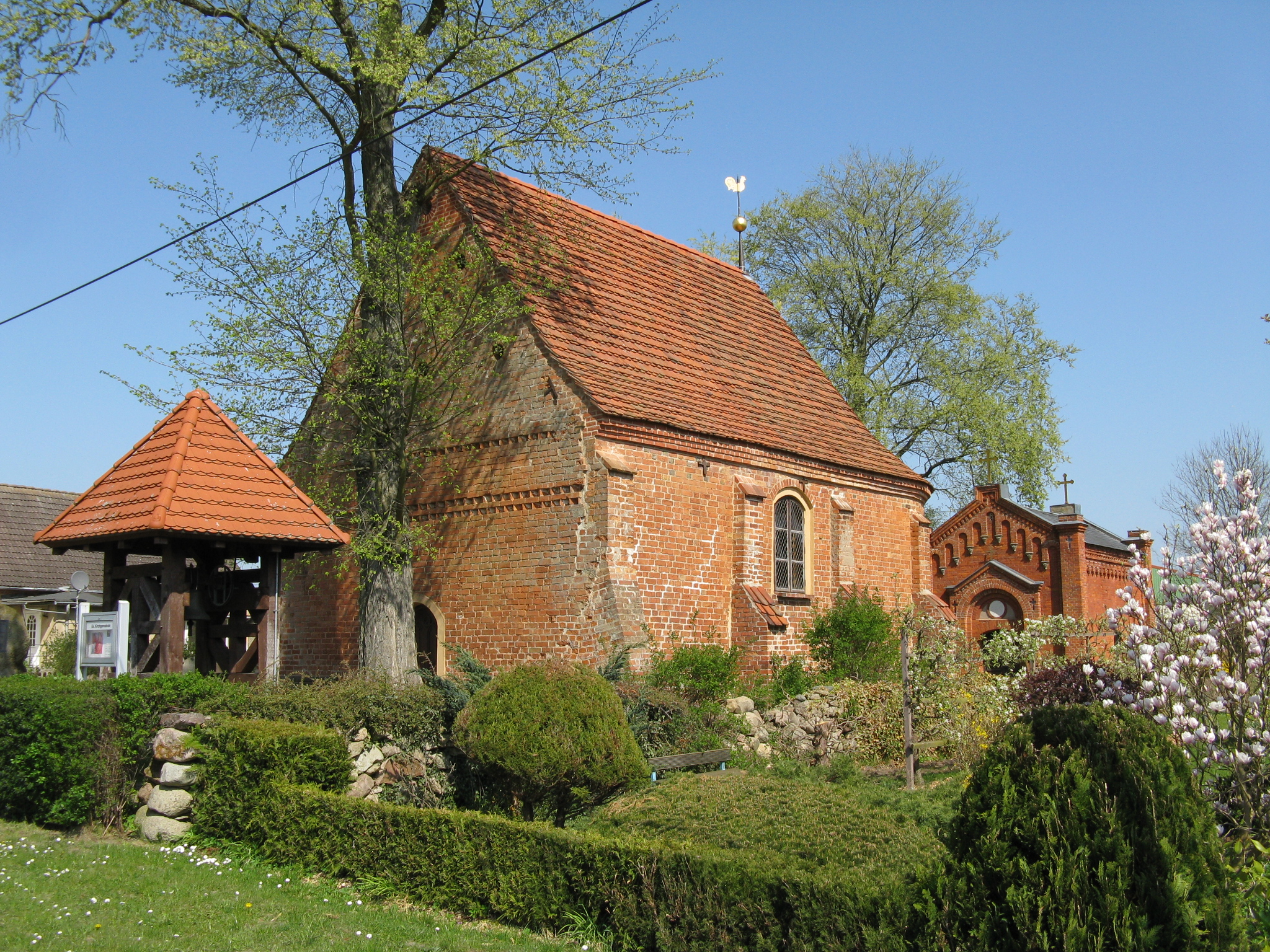
Kapelle Borkow mit Glockenstuhl (2009)

Die ehemalige Gutskapelle Borkow steht in Borkow, einem Ort im Amt Sternberger Seenlandschaft im mecklenburg-vorpommerschen Landkreis Ludwigslust-Parchim. Ihr Bau wird in das 16. Jahrhundert datiert.

## Geschichte der Besitzer
Der Name Borkow ist slawisch und bedeutet so viel wie Ort des Borik (Kampf) oder Fichtenwald. Der Ort Borkow wurde als Borchowe  urkundlich erstmals am 24. Juni 1283 im Zusammenhang mit der Schenkung der Fürstin Anastasia, der Gemahlin von Heinrich dem Pilger, erwähnt. Damals erhielt das Kloster Sonnenkamp in Neukloster den Teich, den heutigen Borkower See mit Fischereigerechtigkeit bis zur Landesgrenze der Herrschaft Mecklenburg, die in der Mitte des Flusses Mildenitz verlief. Zu jener Zeit war Borkow Grenzort und gehörte zur Herrschaft Werle. In der zweiten Hälfte des 14. Jahrhunderts erscheint der Ort gelegentlich im Zusammenhang mit dem Sitz der Familie von Cramon, die sich 1365 in Borkow und im nahegelegenen Woserin und Mustin niedergelassen hatte. Ab 1329 hatten sie das Patronat der Kirche zu Woserin. Sie behielten Borkow über dreihundert Jahre lang.
Zwar war das Kloster Sonnenkamp schon seit 1555 aufgelöst, doch erst nach dem Tod der letzten Nonnen überwies Herzog Ulrich am 5. Oktober 1583 dessen Besitz mit dem Patronat der Kirche in Dabel dem Kloster Dobbertin.
Ab 1617 besaßen als Nachfolger der vom Cramon die von Bülow Borkow. Matthias von Bülow lebte von 1658 bis 1706 auf Borkow. Sein Sohn Matthias von Bülow baute auf dem Gut Gägelow das Herrenhaus massiv neu; er war ab 1740 Oberst eines Dragoner-Regiments. Das Gut blieb bis 1761 beim Dobbertiner Klosterhauptmann Jobst Heinrich von Bülow auf Woserin. Danach gab es häufigere Besitzerwechsel. Nach dem Stallmeister Karl Ludwig von Seitz folgte 1784 der Hofjunker von Levetzow. Dem Hamburger Mathias Lange folgten G. F. F. Segnitz, Johann Christoph Hartwig Gröbitz und Johann Gottfried Lübbe. 1822 waren Oberlandforstmeister Christian Eggers, ab 1852 Christian Reichhoff und ab 1931 Helmut von Tiedemann Besitzer von Borkow und Patron der Gutskapelle. Von 1936 bis 1945 gehörte Jordan Freiherr von Campe das Gut zu Borkow.

## Baugeschichte
Die Kapelle befindet sich am Ende der östlichen Gutsanlage von Borkow. Diese kleine Gutskapelle gehört zu den ersten evangelischen Kirchen des Landes. Für den Kirchenbau und die Ausstattung ist Christoph von Cramon (1524–1592) von besonderem Interesse. Wie aus seiner Leichenpredigt zu entnehmen, hatte er in seiner Zeit als Erbherr auf Borkow und als Patron der kleinen Kapelle die Baulast finanziell unterstützt.
Barocke Reparaturen und Umgestaltungen, wie die Strebepfeiler und der Dachreiter, gehen auf die Zeit um 1785 zurück. Zur Wiederherstellung der vom Einsturz bedrohten Kapelle wurde am 18. August 1785 eine dreimalige Kollekte verordnet.
Nach Sperrung der Schulräume für die Christenlehre im Dorf hatte 1958 der Dobbertiner Pastor Peters einen gebrauchten Möbelwagen in Perleberg erworben und diesen vor die Kapelle stellen lassen. Dort fand in den folgenden Jahren der Konfirmandenunterricht statt und noch 1980 wurde der Möbelwagen auch für Gottesdienste genutzt. Die Kapelle selbst befand sich schon 1952 in einem schlechten Zustand, „das Dach halb zerstört, die Fenster desgleichen und die Umgebung mit ihren sehr schönen Bäumen auf dem Friedhof ist verwüstet und in Unordnung.“
Auch 1982 bereitete der bauliche Zustand der Kapelle große Sorge. 1988 zerbrach der hölzerne Dachreiter mit seinem achtseitigen Schindelhelm und musste abgebaut werden. Doch erst 1991 konnte durch eine AB-Maßnahme mit der Sicherung der Kapelle begonnen werden. Schäden am Dach und am Mauerwerk wurden beseitigt und am 4. Juni 1992 konnte auf dem östlichen Dachfirst eine vergoldete Kugel und ein neuer Wetterhahn montiert werden. Nach Abschluss der umfangreichen Bauarbeiten konnte die Kapelle am 2. Oktober 1993 wieder eingeweiht werden.
Die komplette Sanierung des Sakralbaues dauerte noch bis 2010.

### Äußeres
Die Borkower Gutskapelle ist ein kleiner, turmloser und ungewölbter Backsteinbau mit rechteckigem Grundriss und halbrundem Chorschluss. Aufgrund der geringen Mauerstärke ist er zusätzlich mit schlanken, gestuften Strebepfeilern gesichert worden. Der verwendete ungewöhnlich kurze Mauerziegel von 26 × 8 × 13 cm wurde im Wendischen Mauerverband, einem Wechsel von Läufer und Binder, ausgeführt. Diese Ausführung erfolgte im späten Mittelalter, wohl in der zweiten Hälfte des 15. Jahrhunderts. An der Nord- und Südseite befinden sich Rundbogenfenster, doch im Chor gab es eigenartigerweise kein Fenster. Als einziger Bauschmuck sind heute drei Zahnfriese am Westgiebel. Nach der Erneuerung der Dachkonstruktion und des Giebeldreiecks im 18. Jahrhundert erhielt dieser sechs runde Öffnungen.

### Inneres
Das Innere der kleinen Gutskapelle hat neben den glatt geputzten Wänden, dem dreiseitigen Ortsschluss und der flachen Bretterdecke wenige, dafür aber interessante Ausstattungen zu bieten. Doch von der inneren Umgestaltung im jeweiligen Zeitgeschmack ist kaum etwas bekannt. Die heutige Farbgebung vereinheitlicht unterschiedliche Ausstattungsebenen, für die Architektur des Innenraumes ist die gestufte Decke mit dem spätklassizistischen Baldachin von Bedeutung, die im Zuge der Altarstiftung von 1846 entstand. Im Visitationsprotokoll von 1653 ist zu lesen: Das Kirchlein ist mit Spon gedekket, inwendig hat es einen hölzernen Boden, welcher vermahlet ist.
Ein in Mecklenburg wohl einmaliges Stück ist der 1,05 Meter breite und 1,15 Meter hohe eichene mittelalterliche Stuhl in der Borkower Kapelle. Es handelt sich um einen sehr massiven Kastenstuhl mit Klappsitz in der Art von Chorstühlen, aber einsitzig. Er ist vermutlich im 15. Jahrhundert entstanden. Die äußeren Seitenwangen des Stuhles sind mit stilisierten Lilien im flachen Relief verziert. Als moderne Kopie wurde ein zweiter Stuhl hergestellt, wohl um sie als Hochzeits- oder Patronatsstühle zu nutzen.

#### Altargemälde
Das Ölgemälde auf Leinwand ist in einen schlichten, hellgrau marmorierten klassizistischen Altaraufsatz eingesetzt. Gerahmt wird es von zwei Säulen, die ein bis unter die Bretterdecke reichendes profiliertes Gebälk mit der Inschrift LUCAS, Cap. 8 V. 48 tragen. Die Bibelstelle bezieht sich auf die Darstellung auf dem Gemälde und zeigt die Blutflüssige Frau. Übereinstimmend berichten die Evangelisten Matthäus, Markus und Lukas (Mt 9,18–26 , Mk 5,21–43 , Lk 8,40–56 ), wie Christus durch Handauflegen die Kranke heilt. Diese Darstellung ist in den mecklenburgischen Kirchen ein kaum bekanntes Bildthema.
Das Gemälde, in einem zierlich gearbeiteten Goldrahmen von etwa sieben Fuß Breite und neun Fuß Höhe, war 1846 ein Geschenk der sehr bescheidenen Frau Oberlandforstmeisterin Julie Eggers. Um aber „das Gemälde über dem Altar passend aufstellen zu können, muß nothwendig das bis jetzt als Altarzierde dienende grob aus Holz gearbeitet, aber höchst unpassende und veraltete Bildniß der Mutter Maria zuvor abgenommen werden“, teilte am 17. Februar 1846 Wilhelm Hartmann als Prediger zu Woserin und Borkow mit. Demnach stand 1846 noch ein Marienbild aus katholischer Zeit auf dem Altar. Es wird vermutet, dass es sich hier um ein Rosenkranzretabel handelte, von dem vor einigen Jahren die spärlichen Reste auf dem Kirchenboden aufgefunden wurden.

#### Kanzel und Taufe
Die Kanzel und Taufe stammen der Stilistik nach aus der zweiten Hälfte des 16. oder der ersten Hälfte des 17. Jahrhunderts. Die ungewöhnliche hellblaue Farbgebung geht auf die Restaurierung 1993 zurück und nimmt die Farbe der Glasmalerei der Kreuzigungsszene im Fenster auf. Ursprünglich trugen die Kassettenfelder des Kanzelkorbes und die Giebelfelder auf dem Schalldeckel christliche Bildprogramme.

#### Glasmalereien
Fragmentarisch erhalten sind in einem Fenster auf der Südseite Glasmalereien von der Kreuzigung und der darunter knienden Stifterfamilie. Es könnte sich um Angehörige der über Jahrhunderte auf Borkow ansässigen Familien von Cramon handeln. Unter dem größer dargestellten Kruzifix sind bedeutend kleinere Frauen und Mädchen sowie ein Ritter in Rüstung zu erkennen.
In weiteren Fenstern sind bemalte Kabinettscheiben mit Wappen eingebaut. Ein Allianzwappen ist von Hans von Linstow auf Bellin und Anne von Fineken. Hans von Linstow war von 1577 bis 1579 Provisor im Kloster Dobbertin. Ein zweites Allianzwappen ist von Achim von Cramon auf Borkow und Angnus Brusehauer (Brüsehaber). Neben einem Wappen Freibarch gehören die jüngeren Allianzwappen den Familien Eggers und Boldt.

#### Orgel
Bereits 1873 hatte Gutsbesitzer Reichhoff als Kirchenpatron die Anschaffung eines Harmoniums angeregt. Die Anschaffung sollte sich noch um mehr als zehn Jahre verzögern, da der Oberkirchenrat in Schwerin den Kauf einer Cottage-Orgel amerikanischen Fabrikats über den Instrumentenhandel A. Trutschel aus Schwerin ablehnte. 1887 berichtet Pastor Barnewitz: Der Schmied Ulrich aus Gaegelow hat aus eigenem Antrieb in seinen Mußestunden eine Cottage-Orgel von vier klingenden Registern (10 Registerzügen) gebaut und diese der Barkower Gemeinde zum Kaufe angeboten für 350–400 Mark, die Orgel wurde von dem Schweriner Hoforgelbauer Friese in Schwerin geprüft und für gut befunden. Später stand in der Kapelle ein Harmonium von Bongardt & Harfurt aus Wiehe im Unstruttal, das sich heute im Gemeinderaum befindet.
Am 14. September 1997 wurde die vom Orgelbauer Wolfgang Nußbücker aus Plau am See gebaute Mecklenburg-Orgel (I/P/5) eingeweiht. Der Auftrag war schon 1987 erteilt worden. Im Angebot des mecklenburgischen Orgelbauers ist zu lesen: Der elektrische Winderzeuger zum Einbau in die Orgel muss von der Gemeinde aus der BRD beschafft werden, da ein solcher geräuscharmer Winderzeuger in der DDR nicht hergestellt wird. Nach Fertigstellung der Glockenorgel in der Kirche zu Dabel und der Jagdorgel in Woserin 1995 sollte auch die Borkower Orgel mit besonderen Registern ausgestattet werden. So ertönt dort nun zu besonderen Gottesdiensten und Konzerten als musikalisches Effektregister eine Spielwerkmelodie aus dem Lied Herrn Pastor sien Kauh. Dazu bewegen sich die Ochsenköpfe und das Wasserrad dreht sich. Auf dem Firmenschild steht in niederdeutscher Mundart im Reimschema einer Strophe des Liedes: De Borkow vull Gottvertrug'n sei laten sik'n Örgel bug'n von Nußbückern ut Plau.

#### Glocken
In dem als Glockenturm am Westgiebel der Kapelle vor 1765 aufgebauten Dachreiter hing die kleine vom Patron Carl Ludewig Seits gestiftete Glocke. Sie wurde 1765 vom Güstrower Nicolaus Peter Löfberg gegossen. Da der Dachreiter 1988 wegen Baufälligkeit abgetragen werden musste, konnte die Glocke erst im November 2010 wieder am Westgiebel aufgehängt und am ersten Advent geweiht werden.
Im April 2001 hatte die Crivitzer Zimmererfirma Mohn vor dem Westgiebel einen freistehenden Glockenstuhl errichtet. Die 50 Kilogramm schwere, 1963 in der Glocken- und Kunstgießerei Rincker in Sinn gegossene Glocke hing ursprünglich in der Kapelle des Lübecker Stadtkrankenhauses und kam 1990 als Geschenk nach Borkow.

## Begräbniskapelle
Östlich der Kapelle wurde auf dem Borkower Kirchhof von 1870 bis 1871 eine Begräbniskapelle für die Gutsbesitzerfamilie Reichhoff errichtet. Der rechteckige Backsteinbau zeigt neuromanische Zierformen. Christian Reichhoffs Sohn Paul wurde 1870 noch auf dem Kirchhof in Woserin beigesetzt. Auch seine 1855 verstorbene Schwester Olga hatte man im Bülowschen Erbbegräbnis in der Woseriner Kirche beigesetzt. Nach dem Zweiten Weltkrieg grub man die Zinksärge neben der Kapelle ein und nutzte die Kapelle als Leichenhalle. Nach zunehmendem Verfall wurde sie ab 1975 zum Gemeinderaum ausgebaut und wird heute noch genutzt.

## Heutige Kirchengemeinde
Borkow gehört zur Evangelisch-Lutherischen Kirchengemeinde Dabel, zu der auch Gägelow mit Kirche, Hohenfelde, Holzendorf, Neu Pastin, Neu Woserin, Pastin, Rothen, Schlowe, Woserin mit Kirche und Zülow gehören. Die Propstei befindet sich in Wismar im Kirchenkreis Mecklenburg in der Evangelisch-Lutherischen Kirche in Norddeutschland.

### Gedruckte Quellen
- Mecklenburgisches Urkundenbuch (MUB)
- Mecklenburgisches Jahrbuch (MJB)

### Ungedruckte Quellen
Landeshauptarchiv Schwerin
- LHAS 3.2-3/1 Landeskloster, Klosteramt Dobbertin. Gerichtsbarkeit Nr. 4176 Klage Klosteramt Dobbertin gegen Eigentümer Siegnitz auf Borkow 1795–1798.
- LHAS 5.12-3/1 Mecklenburg-Schwerinsches Ministerium des Innern. Nr. 5155/1 Landgemeinde Borkow-Rothen 1922–1943.
- LHAS 5.12-4/3 Ministerium für Landwirtschaft, Domänen und Forsten, Abt. Siedlungsamt. Kreis Güstrow, Nr. 39 Ritterschaftliches Landgut Borkow 1923–1936.
- LHAS 9.1-1 Reichskammergericht Prozeßakten 1495–1806.
- LHAS 9.2-3/2 Finanzamt Güstrow. Nr. 32 Gutsbesitzer Max Reichhoff 1817, 1935 Helmuth von Tiedemann.

Landeskirchliches Archiv Schwerin (LKAS)
- LKAS, OKR Schwerin, Specialia, Abt. 1. Borkow. Nr. 1. Umpfarrung der Ortschaft Schlowe von Ruest nach Borkow 1800–1895. Nr. 2. Abtretung des Patronats zu Borkow und des Kompatronats zu Woserin. 1828–1846. Nr. 3. Organist und Küster 1946–1975. Nr. 4. Ausgabe-Etat der Kirche zu Borkow 1838–1947. Nr. 5. Kapelle 1809–1995. Nr. 6. Altargemälde 1846. Nr. 7. Kirchhof 1858–1984.
- LKAS, OKR Schwerin, Specialia, Abt. 4. Borkow. Nr. 3. Bestallung Kirchenjuraten zu Woserin und Borkow 1818–1902, Nr. 15. Feuerungsdeputat der Prediger aus den Gütern Woserin und Borkow 1803–1912. Nr. 27. Stolgebühren in der Parochie Woserin und Borkow 1875–1907.

Landesamt für Kultur und Denkmalpflege Mecklenburg-Vorpommern (LAKD)
- Abt. Landesdenkmalpflege, Archiv, Kapelle Borkow, Nr. 0529.